# Cystopteris guizhouensis
Cystopteris guizhouensis là một loài thực vật có mạch trong họ Woodsiaceae. Loài này được X.Y. Wang & P.S. Wang miêu tả khoa học đầu tiên năm 1997.